# 圣费利西安 (阿尔代什省)
圣费利西安（法語：Saint-Félicien，法語發音：[sɛ̃ felisjɛ̃]）是法国阿尔代什省的一个市镇，属于罗讷河畔图尔农区。

## 地理
圣费利西安（45°5'10"N, 4°37'39"E）面积21.44 平方千米，位于法国奥弗涅-罗讷-阿尔卑斯大区阿尔代什省，该省份为法国东南部内陆省份，北起顺时针与卢瓦尔省、伊泽尔省、德龙省、沃克吕兹省、加尔省、洛泽尔省和上盧瓦爾省接壤。
与圣费利西安接壤的市镇（或旧市镇、城区）包括：阿尔勒博斯克、博扎、昂皮拉尼、诺济耶尔、帕亚雷斯、圣维克托、沃德旺。

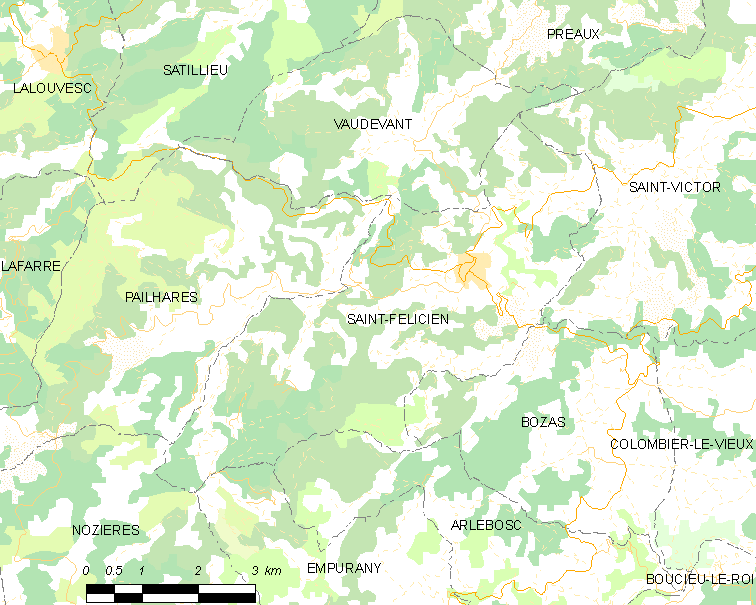
的OSM定位图

圣费利西安的时区为UTC+01:00、UTC+02:00（夏令时）。

## 行政
圣费利西安的邮政编码为07410，INSEE市镇编码为07236。

## 政治
圣费利西安所属的省级选区为上维瓦赖县。

## 人口

1962-2008年间人口变化图示

圣费利西安于2022年1月1日时的人口数量为1114人。